# Стевару
Стевару (рум. Stăvaru) — село у повіті Олт в Румунії. Входить до складу комуни Урзіка.
Село розташоване на відстані 160 км на південний захід від Бухареста, 63 км на південь від Слатіни, 62 км на південний схід від Крайови.

## Населення
За даними перепису населення 2002 року у селі проживали 947 осіб, усі — румуни. Усі жителі села рідною мовою назвали румунську.